# Conioscyphascus varius
Conioscyphascus varius är en svampart som beskrevs av Réblová & Seifert 2004. Conioscyphascus varius ingår i släktet Conioscyphascus, ordningen Sordariales, klassen Sordariomycetes, divisionen sporsäcksvampar och riket svampar.   Inga underarter finns listade i Catalogue of Life.